# Dana Spiotta
Dana Spiotta (New Jersey, 16 gennaio 1966) è una scrittrice statunitense.

## Biografia
Dana Spiotta è nata nel New Jersey il 16 gennaio 1966 e risiede a New York. È autrice di quattro romanzi, tutti tradotti in italiano. Vivere un segreto è stato finalista al National Book Award per la narrativa nel 2006 mentre Versioni di me ha raggiunto la short list del National Book Critics Circle Award nel 2011.. Insegna scrittura creativa all'Università di Syracuse, nello Stato di New York.

## Opere
- L.A. girl (Lightning Field, 2001), Milano, Frassinelli, 2002 ISBN 88-7684-677-8.
- Vivere un segreto (Eat the Document, 2006), Milano, Mondadori, 2009 ISBN 978-88-04-59146-7.
- Versioni di me (Stone Arabia, 2011), Roma, Minimum fax, 2013 ISBN 978-88-7521-468-5.
- Innocenti e gli altri (Innocents and Others, 2016), Milano, La nave di Teseo, 2017 ISBN 978-88-93442-24-4[4]
- Wayward (2021)